# 1894 en architecture
| Années de l'architecture : 1891 - 1892 - 1893 - 1894 - 1895 - 1896 - 1897    |
| Décennies de l'architecture : 1860 - 1870 - 1880 - 1890 - 1900 - 1910 - 1920 |

Cet article présente les faits marquants de l'année 1894 en architecture.

## Réalisations
- Construction du Colegio de Santa Maria de Jesús à Barcelone par Antoni Gaudí.
- Construction du Guaranty Building (en) à Buffalo (New York) par Louis Sullivan.

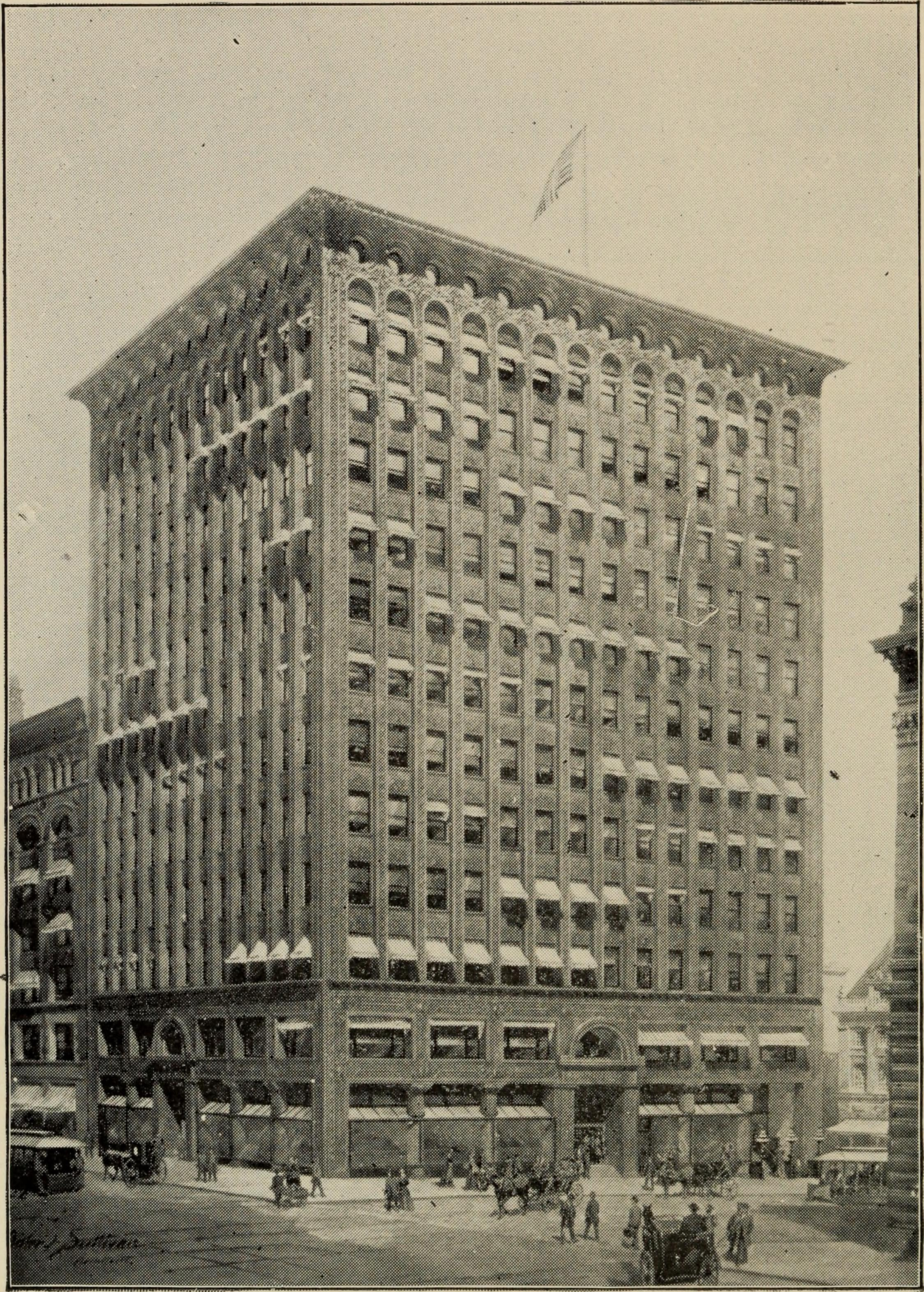
Le Guaranty Building en 1896.

- Construction du Palais du Reichstag à Berlin par Paul Wallot.
- Début de la construction du Berliner Dom à Berlin.
- Construction du Tower Bridge à Londres par Horace Jones et John Wolfe-Barry.
- Construction de la Blackpool Tower à Blackpool au Royaume-Uni.

## Événements
- x

## Récompenses
- Royal Gold Medal : Frederic Leighton.
- Prix de Rome : Alfred-Henri Recoura, second prix de Rome : Gabriel Héraud.

## Naissances
- 21 mai : Angiolo Mazzoni († 28 septembre 1979).
- 1er juillet : Julio Vilamajó († 12 avril 1948), architecte uruguayen.
- 26 juillet : Georges-Henri Pingusson († 22 octobre 1978).

## Décès
- x